# 457
Évszázadok: 4. század – 5. század – 6. század
Évtizedek: 400-as évek – 410-es évek – 420-as évek – 430-as évek – 440-es évek – 450-es évek – 460-as évek – 470-es évek – 480-as évek – 490-es évek – 500-as évek
Évek: 452 – 453 – 454 – 455 –  456 – 457 – 458 – 459 – 460 – 461 – 462

## Események

### Nyugat- és Keletrómai Birodalom
- Flavius Constantinust és Flavius Rufust választják consulnak.
- A 65 éves Marcianus keletrómai császár beteg lábaival gyalog megy végig egy hosszú konstantinápolyi vallási felvonuláson. Lába elüszkösödik és a vérmérgezésbe január 27-én belehal. A Szent apostolok templomába temetik el felesége, Pulcheria mellé. Mivel Marcianus csak felesége révén kapcsolódott az uralkodói dinasztiához, a birodalom fővezére, az alán származású Flavius Ardabur Aspar nem az ő rokonai közül választ, hanem egy könnyen irányíthatónak gondolt ötven éves főtisztet, I. Leót emeli a császári trónra.
- I. Leo egyelőre nem jelöl senkit az előző évben uralkodó nélkül maradt Nyugatrómai Birodalom trónjára. Amikor a lázadók egyik vezére, Maiorianus legyőz egy kisebb fosztogató alemann csapatot, katonái császárrá kiáltják ki (társa, Ricimer barbár származása miatt alkalmatlan a címre) és december 28-án formálisan is megkoronázzák.
- Alexandriában II. Timóteust választják pátriárkává, szemben a chalcedoni zsinat által rájuk kényszerített Proteriusszal; utóbbi ellen zavargások kezdődnek és meggyilkolják. A kopt egyház nem ismeri el Proteriust és elszakad az ortodox egyháztól.
- Aquitaniai Victorius új módszert vezet be a húsvét idejének kiszámítására, amit a 8. századig használnak Nyugat-Európában.

### Britannia
- Hengist kenti szász király a crayfordi csatában legyőzi a britonokat, akik közül négyezren esnek el.

### Perzsia
- Meghal II. Jazdagird szászánida király. Utóda legidősebb fia, III. Hurmuz, aki ellen azonban öccse, I. Péroz fellázad.

## Születések
- Leontia Porphürogennété, I. Leo lánya, Anthemius nyugatrómai császár felesége
- Szent Medárd, Noyon püspöke

## Halálozások
- január 27. – Marcianus, keletrómai császár
- Avitus, nyugatrómai császár
- II. Jazdagird, szászánida király
- Proterius, alexandriai pátriárka

## Fordítás
- Ez a szócikk részben vagy egészben  a(z)   457 című angol Wikipédia-szócikk ezen változatának fordításán alapul.  Az eredeti cikk szerkesztőit annak laptörténete sorolja fel. Ez a jelzés csupán a megfogalmazás eredetét és a szerzői jogokat jelzi, nem szolgál a cikkben szereplő információk forrásmegjelöléseként.